# 利斯特河
51°4′44.9″N 7°47′44.4″E / 51.079139°N 7.795667°E

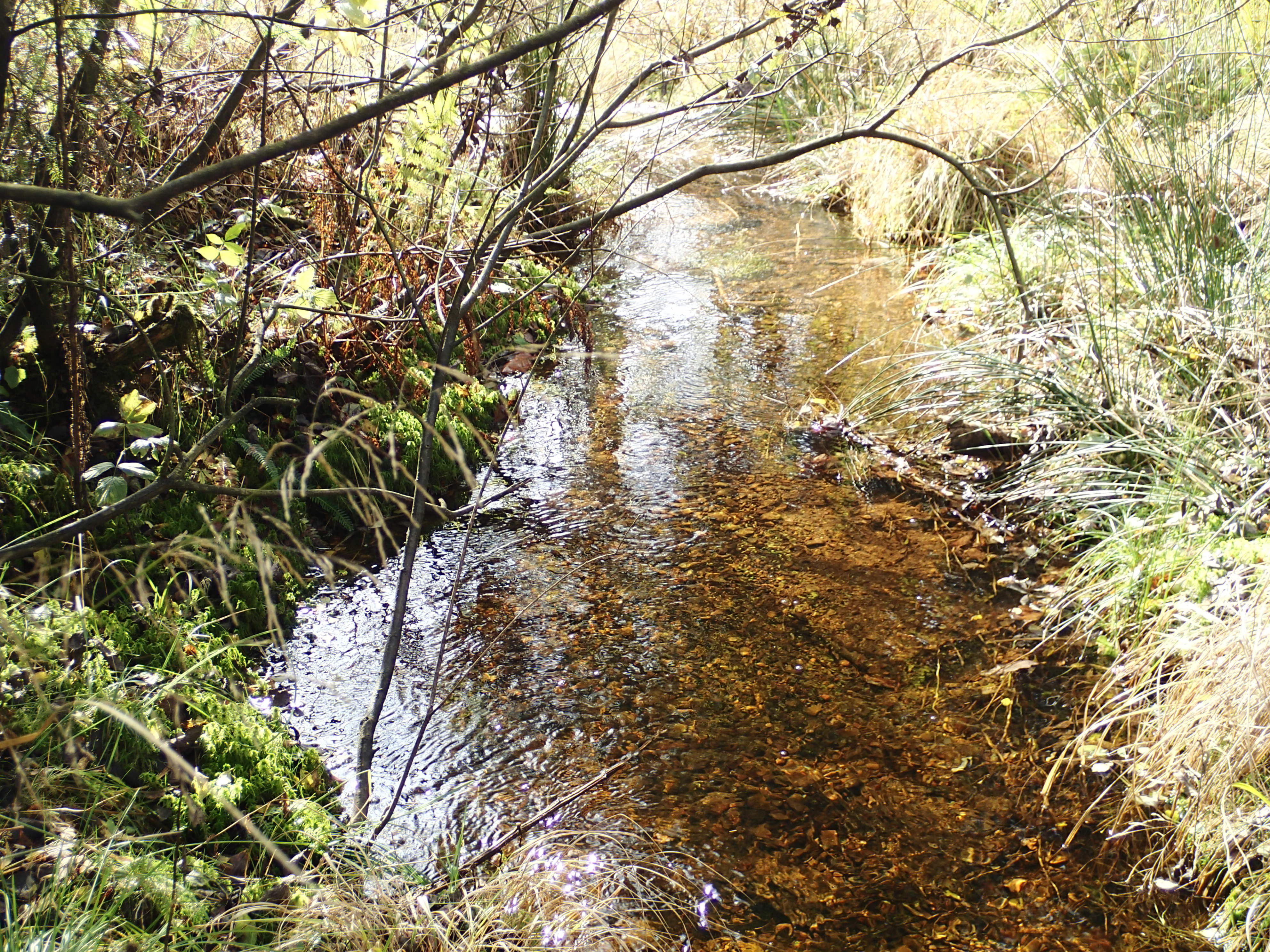

利斯特河（德語：Lister），是德國的河流，位於該國西部，處於北萊茵-威斯特法倫州，屬於比格河的左支流，河道全長16公里，流域面積70平方公里，河畔城鎮有邁訥茨哈根。